# Matthäus Merian den äldre
Matthäus Merian den äldre, även Matteus Merian den äldre, född 22 september 1593 i Basel, död 19 juni 1650 i Schwalbach i Tyskland, var en schweizisk-tysk kopparstickare och förläggare.

## Biografi
Matthäus Merian den äldre var son till rådmannen Walther Merian och gift med bokförläggaren Theodor de Brys dotter Maria Magdalena samt far till Caspar, Matthäus Merian och Maria Sibylla Merian. Han studerade tekniken för kopparstick hos Friedrich Meyer i Zürich och Friedrich Brentel i Strassburg och företog därefter studieresor till Frankrike och Nederländerna. Han etablerade en egen ateljé i Basel 1620 men övertog sin svärfars förlag i Frankfurt am Main 1624 där han fortsatte att publicera svärfaderns rikt illustrerade Theatrum Europæum och topografiska blad. Bokverket Theatrum Europæum innehåller propagandabilder från det 30-åriga kriget med kopparstick över bataljer, fästningar och städer samt slagen vid Breitenfeld 1631, Lützen 1632 och Nördlingen 1634 efter teckningar av svenska officerare. De topografiska bladen visar sevärdheter i Europa samt Öst och Västindien. Sina stads- och landskapsbilder samlade han i den kulturhistoriskt viktiga Typographien (1–30, 1642–1688) med över 2 000 stadsvyer från hela Europa. Sonen Matthäus Merian den yngre fortsatte i faderns spår och gav ut bland annat ett topografiskt arbete över Frankrike, Topographia Galliæ, som var förebild för Erik Dahlberghs Suecia antiqua et hodierna.
Bland Merians arbeten märks ett signerat porträtt av Gustaf II Adolf vid Augsburg 1632. Han är representerad vid Gripsholm och Skokloster.

## Bilder

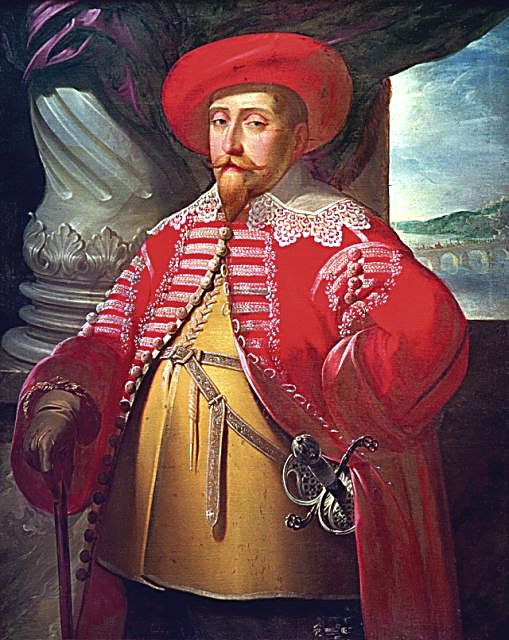
Gustav II Adolf